# Campeonato Mundial de Patinação Artística no Gelo de 2018
O Campeonato Mundial de Patinação Artística no Gelo de 2018 foi a centésima oitava edição do Campeonato Mundial de Patinação Artística no Gelo, um evento anual de patinação artística no gelo organizado pela União Internacional de Patinação (em inglês:  International Skating Union) onde os patinadores artísticos, competem pelo título de campeão mundial. A competição foi disputada entre os dias 19 de março e 25 de março, na cidade de Milão, Itália.

## Eventos
- Individual masculino
- Individual feminino
- Duplas
- Dança no gelo

## Medalhistas
| Evento                        | Ouro                                             | Prata                                              | Bronze                                 |
| Individual masculino detalhes | Nathan Chen · Estados Unidos                     | Shoma Uno · Japão                                  | Mikhail Kolyada · Rússia               |
| Individual feminino detalhes  | Kaetlyn Osmond · Canadá                          | Wakaba Higuchi · Japão                             | Satoko Miyahara · Japão                |
| Duplas detalhes               | Aliona Savchenko · Bruno Massot · Alemanha       | Evgenia Tarasova · Vladimir Morozov · Rússia       | Vanessa James · Morgan Ciprès · França |
| Dança no gelo detalhes        | Gabriella Papadakis · Guillaume Cizeron · França | Madison Hubbell · Zachary Donohue · Estados Unidos | Kaitlyn Weaver · Andrew Poje · Canadá  |

## Resultados

### Individual masculino
| Pos.                                                  | Nome                 | Nacionalidade    | Pontos | PC         | PL          |
| ----------------------------------------------------- | -------------------- | ---------------- | ------ | ---------- | ----------- |
| Medalha de ouro                                       | Nathan Chen          | Estados Unidos   | 321.40 | 101.94 (1) | 219.46 (1)  |
| Medalha de prata                                      | Shoma Uno            | Japão            | 273.77 | 94.26 (5)  | 179.51 (2)  |
| Medalha de bronze                                     | Mikhail Kolyada      | Rússia           | 272.32 | 100.08 (2) | 172.24 (4)  |
| 4                                                     | Alexei Bychenko      | Israel           | 258.28 | 90.99 (7)  | 167.29 (7)  |
| 5                                                     | Kazuki Tomono        | Japão            | 256.11 | 82.61 (11) | 173.50 (3)  |
| 6                                                     | Deniss Vasiļjevs     | Letônia          | 254.86 | 84.25 (9)  | 170.61 (5)  |
| 7                                                     | Dmitri Aliev         | Rússia           | 252.30 | 82.15 (13) | 170.15 (6)  |
| 8                                                     | Keegan Messing       | Canadá           | 252.30 | 93.00 (6)  | 159.30 (11) |
| 9                                                     | Misha Ge             | Uzbequistão      | 249.57 | 86.01 (8)  | 163.56 (9)  |
| 10                                                    | Michal Březina       | República Tcheca | 243.99 | 78.01 (17) | 165.98 (8)  |
| 11                                                    | Max Aaron            | Estados Unidos   | 241.49 | 79.78 (15) | 161.71 (10) |
| 12                                                    | Alexander Majorov    | Suécia           | 237.79 | 82.71 (10) | 155.08 (13) |
| 13                                                    | Keiji Tanaka         | Japão            | 236.66 | 80.17 (14) | 156.49 (12) |
| 14                                                    | Vincent Zhou         | Estados Unidos   | 235.24 | 96.78 (3)  | 138.46 (19) |
| 15                                                    | Paul Fentz           | Alemanha         | 230.92 | 82.49 (12) | 148.43 (16) |
| 16                                                    | Romain Ponsart       | França           | 229.20 | 79.55 (16) | 149.65 (14) |
| 17                                                    | Matteo Rizzo         | Itália           | 225.44 | 77.43 (18) | 148.01 (17) |
| 18                                                    | Brendan Kerry        | Austrália        | 223.85 | 74.99 (19) | 148.86 (15) |
| 19                                                    | Jin Boyang           | China            | 223.41 | 95.85 (4)  | 127.56 (23) |
| 20                                                    | Daniel Samohin       | Israel           | 214.01 | 72.78 (20) | 141.23 (18) |
| 21                                                    | Julian Yee           | Malásia          | 209.03 | 72.43 (21) | 136.60 (20) |
| 22                                                    | Donovan Carrillo     | México           | 200.76 | 68.13 (24) | 132.63 (21) |
| 23                                                    | Slavik Hayrapetyan   | Armênia          | 199.72 | 68.18 (23) | 131.54 (22) |
| 24                                                    | Phillip Harris       | Reino Unido      | 187.69 | 68.59 (22) | 119.10 (24) |
| Não avançaram para a patinação livre / programa longo |                      |                  |        |            |             |
| 25                                                    | Nam Nguyen           | Canadá           | 67.79  | 67.79 (25) |             |
| 26                                                    | Morisi Kvitelashvili | Geórgia          | 67.01  | 67.01 (26) |             |
| 27                                                    | Stéphane Walker      | Suíça            | 65.79  | 65.79 (27) |             |
| 28                                                    | Burak Demirboğa      | Turquia          | 65.43  | 65.43 (28) |             |
| 29                                                    | Ivan Pavlov          | Ucrânia          | 64.18  | 64.18 (29) |             |
| 30                                                    | Chih-I Tsao          | Taipé Chinesa    | 64.06  | 64.06 (30) |             |
| 31                                                    | Larry Loupolover     | Azerbaijão       | 61.82  | 61.82 (31) |             |
| 32                                                    | Abzal Rakimgaliev    | Cazaquistão      | 61.19  | 61.19 (32) |             |
| 33                                                    | Kim Jin-seo          | Coreia do Sul    | 60.72  | 60.72 (33) |             |
| 34                                                    | Nicholas Vrdoljak    | Croácia          | 59.74  | 59.74 (34) |             |
| 35                                                    | Valtter Virtanen     | Finlândia        | 55.49  | 55.49 (35) |             |
| 36                                                    | Ihor Reznichenko     | Polônia          | 51.70  | 51.70 (36) |             |
| 37                                                    | Javier Raya          | Espanha          | 50.00  | 50.00 (37) |             |

### Individual feminino
| Pos.                                                  | Nome                     | Nacionalidade    | Pontos | PC         | PL          |
| ----------------------------------------------------- | ------------------------ | ---------------- | ------ | ---------- | ----------- |
| Medalha de ouro                                       | Kaetlyn Osmond           | Canadá           | 223.23 | 72.73 (4)  | 150.50 (1)  |
| Medalha de prata                                      | Wakaba Higuchi           | Japão            | 210.90 | 65.89 (8)  | 145.01 (2)  |
| Medalha de bronze                                     | Satoko Miyahara          | Japão            | 210.08 | 74.36 (3)  | 135.72 (3)  |
| 4                                                     | Carolina Kostner         | Itália           | 208.88 | 80.27 (1)  | 128.61 (5)  |
| 5                                                     | Alina Zagitova           | Rússia           | 207.72 | 79.51 (2)  | 128.21 (7)  |
| 6                                                     | Bradie Tennell           | Estados Unidos   | 199.89 | 68.76 (7)  | 131.13 (4)  |
| 7                                                     | Gabrielle Daleman        | Canadá           | 196.72 | 71.61 (6)  | 125.11 (8)  |
| 8                                                     | Maria Sotskova           | Rússia           | 196.61 | 71.80 (5)  | 124.81 (9)  |
| 9                                                     | Loena Hendrickx          | Bélgica          | 192.31 | 64.07 (10) | 128.24 (6)  |
| 10                                                    | Mirai Nagasu             | Estados Unidos   | 187.52 | 65.21 (9)  | 122.31 (11) |
| 11                                                    | Elizabet Tursynbayeva    | Cazaquistão      | 186.85 | 62.38 (11) | 124.47 (10) |
| 12                                                    | Mariah Bell              | Estados Unidos   | 174.40 | 59.15 (17) | 115.25 (12) |
| 13                                                    | Nicole Schott            | Alemanha         | 174.13 | 61.84 (12) | 112.29 (14) |
| 14                                                    | Laurine Lecavelier       | França           | 173.23 | 59.79 (15) | 113.44 (13) |
| 15                                                    | Kim Ha-Nul               | Coreia do Sul    | 170.68 | 60.18 (14) | 110.54 (15) |
| 16                                                    | Viveca Lindfors          | Finlândia        | 166.23 | 60.18 (13) | 106.05 (16) |
| 17                                                    | Kailani Craine           | Austrália        | 154.41 | 56.90 (20) | 97.51 (18)  |
| 18                                                    | Eliška Březinová         | República Tcheca | 153.14 | 58.37 (18) | 94.77 (19)  |
| 19                                                    | Stanislava Konstantinova | Rússia           | 153.03 | 59.19 (16) | 93.84 (20)  |
| 20                                                    | Alexia Paganini          | Suíça            | 149.66 | 57.86 (19) | 91.80 (22)  |
| 21                                                    | Elisabetta Leccardi      | Itália           | 149.17 | 51.13 (23) | 98.04 (17)  |
| 22                                                    | Daša Grm                 | Eslovênia        | 144.51 | 52.43 (22) | 92.08 (21)  |
| 23                                                    | Ivett Tóth               | Hungria          | 136.87 | 50.63 (24) | 86.24 (23)  |
| WD                                                    | Choi Da-bin              | Coreia do Sul    | —      | 55.30 (21) | — (WD)      |
| Não avançaram para a patinação livre / programa longo |                          |                  |        |            |             |
| 25                                                    | Larkyn Austman           | Canadá           | 50.17  | 50.17 (25) |             |
| 26                                                    | Li Xiangning             | China            | 50.06  | 50.06 (26) |             |
| 27                                                    | Nicole Rajičová          | Eslováquia       | 49.87  | 49.87 (27) |             |
| 28                                                    | Amy Lin                  | Taipé Chinesa    | 49.31  | 49.31 (28) |             |
| 29                                                    | Anita Östlund            | Suécia           | 48.99  | 48.99 (29) |             |
| 30                                                    | Alisa Stomakhina         | Áustria          | 48.71  | 48.71 (30) |             |
| 31                                                    | Elžbieta Kropa           | Lituânia         | 46.53  | 46.53 (31) |             |
| 32                                                    | Natasha Mckay            | Reino Unido      | 45.89  | 45.89 (32) |             |
| 33                                                    | Anne Line Gjersem        | Noruega          | 45.25  | 45.25 (33) |             |
| 34                                                    | Gerli Liinamäe           | Estônia          | 45.14  | 45.14 (34) |             |
| 35                                                    | Isadora Williams         | Brasil           | 42.16  | 42.16 (35) |             |
| 36                                                    | Antonina Dubinina        | Sérvia           | 41.40  | 41.40 (36) |             |
| 37                                                    | Angelīna Kučvaļska       | Letônia          | 35.78  | 35.78 (37) |             |

### Duplas
| Pos.                                                  | Nome                                       | Nacionalidade    | Pontos | PC         | PL          |
| ----------------------------------------------------- | ------------------------------------------ | ---------------- | ------ | ---------- | ----------- |
| Medalha de ouro                                       | Aliona Savchenko / Bruno Massot            | Alemanha         | 245.84 | 82.98 (1)  | 162.86 (1)  |
| Medalha de prata                                      | Evgenia Tarasova / Vladimir Morozov        | Rússia           | 225.53 | 81.29 (2)  | 144.24 (2)  |
| Medalha de bronze                                     | Vanessa James / Morgan Ciprès              | França           | 218.36 | 75.32 (3)  | 143.04 (3)  |
| 4                                                     | Natalya Zabiyako / Alexander Enbert        | Rússia           | 207.88 | 74.38 (4)  | 133.50 (6)  |
| 5                                                     | Nicole Della Monica / Matteo Guarise       | Itália           | 206.06 | 72.53 (5)  | 133.53 (5)  |
| 6                                                     | Kirsten Moore-Towers / Michael Marinaro    | Canadá           | 204.33 | 70.49 (10) | 133.84 (4)  |
| 7                                                     | Yu Xiaoyu / Zhang Hao                      | China            | 203.36 | 71.31 (9)  | 132.05 (7)  |
| 8                                                     | Kristina Astakhova / Alexei Rogonov        | Rússia           | 202.16 | 71.62 (7)  | 130.54 (9)  |
| 9                                                     | Peng Cheng / Jin Yang                      | China            | 202.07 | 71.98 (6)  | 130.09 (10) |
| 10                                                    | Valentina Marchei / Ondřej Hotárek         | Itália           | 202.02 | 71.37 (8)  | 130.65 (8)  |
| 11                                                    | Anna Dušková / Martin Bidař                | República Tcheca | 189.60 | 66.29 (13) | 123.31 (11) |
| 12                                                    | Ryom Tae-ok / Kim Ju-sik                   | Coreia do Norte  | 188.77 | 66.32 (12) | 122.45 (12) |
| 13                                                    | Annika Hocke / Ruben Blommaert             | Alemanha         | 184.83 | 63.26 (16) | 121.57 (13) |
| 14                                                    | Miriam Ziegler / Severin Kiefer            | Áustria          | 184.30 | 65.21 (14) | 119.09 (14) |
| 15                                                    | Alexa Scimeca Knierim / Chris Knierim      | Estados Unidos   | 182.04 | 69.55 (11) | 112.49 (15) |
| 16                                                    | Ekaterina Alexandrovskaya / Harley Windsor | Austrália        | 177.46 | 65.02 (15) | 112.44 (16) |
| Não avançaram para a patinação livre / programa longo |                                            |                  |        |            |             |
| 17                                                    | Deanna Stellato / Nathan Bartholomay       | Estados Unidos   | 61.48  | 61.48 (17) |             |
| 18                                                    | Camille Ruest / Andrew Wolfe               | Canadá           | 59.98  | 59.98 (18) |             |
| 19                                                    | Paige Conners / Evgeni Krasnopolski        | Israel           | 58.44  | 58.44 (19) |             |
| 20                                                    | Laura Barquero / Aritz Maestu              | Espanha          | 58.36  | 58.36 (20) |             |
| 21                                                    | Lana Petranović / Antonio Souza-Kordeiru   | Croácia          | 57.25  | 57.25 (21) |             |
| 22                                                    | Julianne Séguin / Charlie Bilodeau         | Canadá           | 55.68  | 55.68 (22) |             |
| 23                                                    | Ioulia Chtchetinina / Mikhail Akulov       | Suíça            | 53.62  | 53.62 (23) |             |
| 24                                                    | Miu Suzaki / Ryuichi Kihara                | Japão            | 53.33  | 53.33 (24) |             |
| 25                                                    | Lola Esbrat / Andrei Novoselov             | França           | 51.94  | 51.94 (25) |             |
| 26                                                    | Kim Kyu-eun / Alex Kangchan Kam            | Coreia do Sul    | 42.85  | 42.85 (26) |             |
| 27                                                    | Zoe Jones / Christopher Boyadji            | Reino Unido      | 42.02  | 42.02 (27) |             |
| 28                                                    | Elizaveta Kashitsyna / Márk Magyar         | Hungria          | 36.33  | 36.33 (28) |             |

### Dança no gelo
| Pos.                                     | Nome                                    | Nacionalidade    | Pontos | DC         | DL          |
| ---------------------------------------- | --------------------------------------- | ---------------- | ------ | ---------- | ----------- |
| Medalha de ouro                          | Gabriella Papadakis / Guillaume Cizeron | França           | 207.20 | 83.73 (1)  | 123.47 (1)  |
| Medalha de prata                         | Madison Hubbell / Zachary Donohue       | Estados Unidos   | 196.64 | 80.42 (2)  | 116.22 (2)  |
| Medalha de bronze                        | Kaitlyn Weaver / Andrew Poje            | Canadá           | 192.35 | 78.31 (3)  | 114.04 (4)  |
| 4                                        | Anna Cappellini / Luca Lanotte          | Itália           | 192.08 | 77.46 (4)  | 114.62 (3)  |
| 5                                        | Madison Chock / Evan Bates              | Estados Unidos   | 187.28 | 75.66 (5)  | 111.62 (5)  |
| 6                                        | Piper Gilles / Paul Poirier             | Canadá           | 186.10 | 74.51 (6)  | 111.59 (6)  |
| 7                                        | Alexandra Stepanova / Ivan Bukin        | Rússia           | 184.01 | 74.50 (7)  | 109.51 (7)  |
| 8                                        | Tiffany Zahorski / Jonathan Guerreiro   | Rússia           | 180.42 | 72.45 (8)  | 107.97 (8)  |
| 9                                        | Charlène Guignard / Marco Fabbri        | Itália           | 178.44 | 71.15 (9)  | 107.29 (9)  |
| 10                                       | Kaitlin Hawayek / Jean-Luc Baker        | Estados Unidos   | 165.28 | 63.48 (15) | 101.80 (10) |
| 11                                       | Kana Muramoto / Chris Reed              | Japão            | 164.38 | 65.65 (10) | 98.73 (11)  |
| 12                                       | Olivia Smart / Adrià Díaz               | Espanha          | 162.05 | 63.73 (12) | 98.32 (12)  |
| 13                                       | Marie-Jade Lauriault / Romain Le Gac    | França           | 159.64 | 63.50 (14) | 96.14 (13)  |
| 14                                       | Carolane Soucisse / Shane Firus         | Canadá           | 159.46 | 64.02 (11) | 95.44 (14)  |
| 15                                       | Oleksandra Nazarova / Maxim Nikitin     | Ucrânia          | 158.40 | 63.35 (16) | 95.05 (15)  |
| 16                                       | Kavita Lorenz / Joti Polizoakis         | Alemanha         | 157.02 | 62.08 (17) | 94.94 (16)  |
| 17                                       | Natalia Kaliszek / Maksym Spodyriev     | Polônia          | 151.46 | 63.70 (13) | 87.76 (19)  |
| 18                                       | Wang Shiyue / Liu Xinyu                 | China            | 150.75 | 61.18 (19) | 89.57 (17)  |
| 19                                       | Alisa Agafonova / Alper Uçar            | Turquia          | 149.05 | 60.38 (20) | 88.67 (18)  |
| 20                                       | Allison Reed / Saulius Ambrulevičius    | Lituânia         | 148.30 | 61.33 (18) | 86.97 (20)  |
| Não avançaram para a dança livre / longa |                                         |                  |        |            |             |
| 21                                       | Yura Min / Alexander Gamelin            | Coreia do Sul    | 58.82  | 58.82 (21) |             |
| 22                                       | Tina Garabedian / Simon Proulx-Sénécal  | Armênia          | 58.64  | 58.64 (22) |             |
| 23                                       | Cecilia Törn / Jussiville Partanen      | Finlândia        | 57.96  | 57.96 (23) |             |
| 24                                       | Lilah Fear / Lewis Gibson               | Reino Unido      | 57.56  | 57.56 (24) |             |
| 25                                       | Lucie Myslivečková / Lukáš Csölley      | Eslováquia       | 55.54  | 55.54 (25) |             |
| 26                                       | Cortney Mansour / Michal Češka          | República Tcheca | 55.27  | 55.27 (26) |             |
| 27                                       | Anna Yanovskaya / Ádám Lukács           | Hungria          | 54.11  | 54.11 (27) |             |
| 28                                       | Viktoria Kavaliova / Yurii Bieliaiev    | Bielorrússia     | 50.40  | 50.40 (28) |             |
| 29                                       | Teodora Markova / Simon Daze            | Bulgária         | 47.57  | 47.57 (29) |             |
| 30                                       | Chantelle Kerry / Andrew Dodds          | Austrália        | 46.05  | 46.05 (30) |             |
| 31                                       | Adel Tankova / Ronald Zilberberg        | Israel           | 43.50  | 43.50 (31) |             |

## Quadro de medalhas
| Ordem | País           | Medalha de ouro | Medalha de prata | Medalha de bronze |    | Ordem por total |
| ----- | -------------- | --------------- | ---------------- | ----------------- | -- | --------------- |
| 1     | Estados Unidos | 1               | 1                |                   | 2  | 2               |
| 2     | Canadá         | 1               |                  | 1                 | 2  | 2               |
| 2     | França         | 1               |                  | 1                 | 2  | 2               |
| 4     | Alemanha       | 1               |                  |                   | 1  | 6               |
| 5     | Japão          |                 | 2                | 1                 | 3  | 1               |
| 6     | Rússia         |                 | 1                | 1                 | 2  | 2               |
| TOTAL | TOTAL          | 4               | 4                | 4                 | 12 | —               |